# Rosenholm
Rosenholm é um município da Dinamarca, localizado na região central, no condado de Arhus.
O município tem uma área de 141 km² e uma  população de 10 189 habitantes, segundo o censo de 2003.